# Troutbeck
Troutbeck är en ort i civil parish Lakes i kommunen Westmorland and Furness i grevskapet Cumbria i England. Orten är belägen 4 km från Ambleside. Troutbeck var en civil parish 1866–1974 när det uppgick i Lakes. Parish hade 592 invånare år 1961.